# Petra Lovrenčević
Petra Lovrenčević (* 21. Januar 2001) ist eine kroatische Handballtorhüterin.

## Hallenhandball
Petra Lovrenčević spielt seit der Jugend für den Erstligisten RK Sesvete Agroproteinka, in dessen erster Frauenmannschaft sie mittlerweile spielt.

## Beachhandball
Zudem ist Lovrenčević als Beachhandballspielerin aktiv. Hier spielt sie für MHC Dubrava, ein Team auf der kroatischen und europäischen Sommertour. Beim EBT-Turnier in Moskau wurde die Mannschaft 2019 Zweite nach einer Finalniederlage gegen die europäische Spitzenmannschaft Multichem Szentendrei NKE aus Ungarn. Lovrenčević wurde hier als beste Torhüterin des Turniers ausgezeichnet. 2019 gewann sie mit ihrer Mannschaft die kroatische Meisterschaft.

### Juniorinnen
In Montenegro nahm Lovrenčević erstmals als Spielerin des Juniorinnen-Nationalteams Kroatiens an den Junioreneuropameisterschaften 2018 (U18) teil. Nach einer Niederlage gegen Portugal gewann Kroatien die beiden folgenden Spiele der Gruppe gegen Rumänien und Frankreich. Im Viertelfinale traf man einmal mehr auf die Niederlande und unterlag in zwei Durchgängen. Die beiden folgenden Platzierungsspiele gegen Spanien und die Ukraine wurden im Shootout verloren, wodurch Kroatien schließlich den achten Platz belegte.

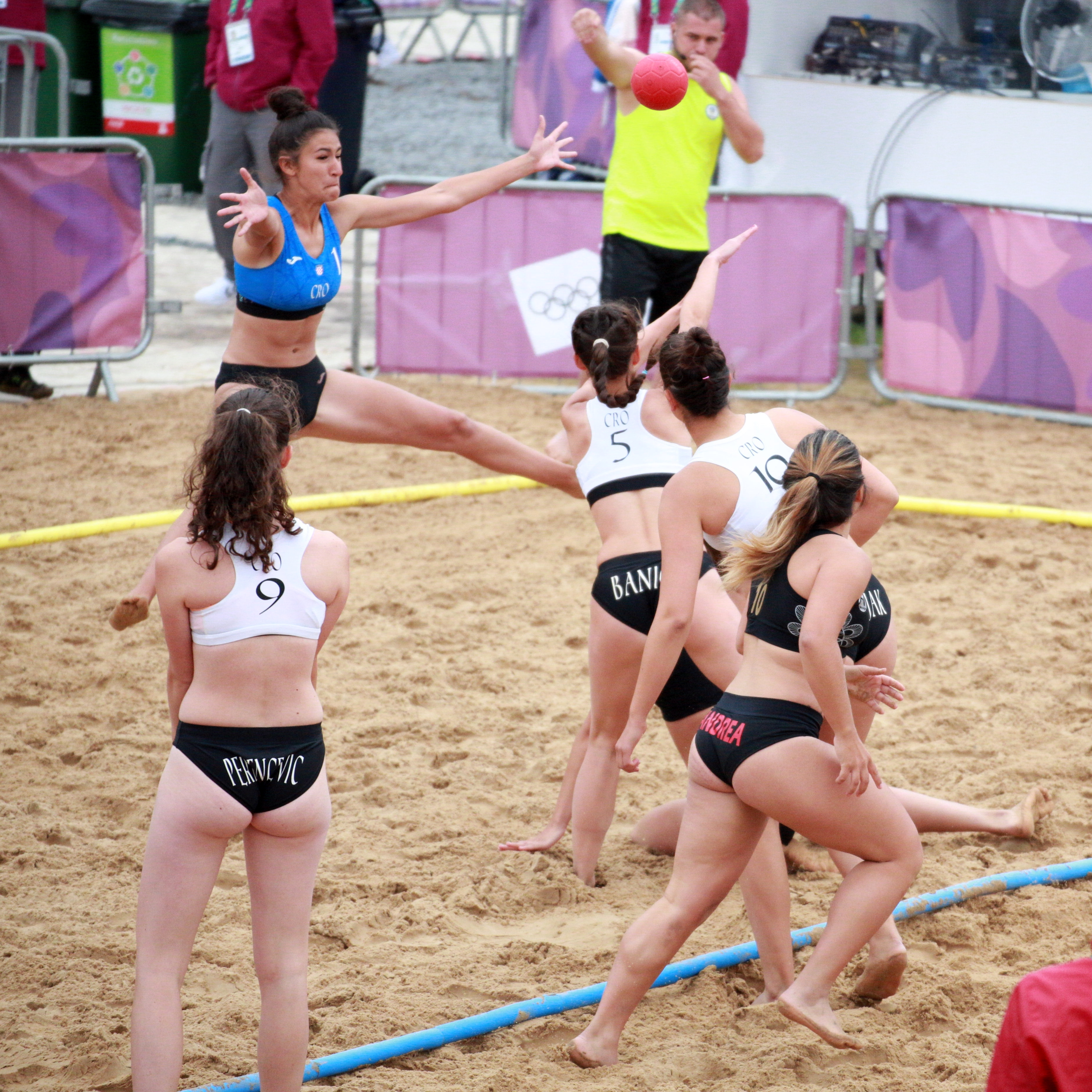
Lovrenčević (blau) wehrt im Hauptrundenspiel gegen Paraguay einen Wurf von Sofía Ugarriza ab, den Rea Banić (weiß, 5) abzuwehren versuchte. Die Kroatinnen Vanja Perenčević (weiß, 9) und Mia Bošnjak (weiß, 10) sowie die Paraguayerin Andrea Gaona (schwarz, 10) können nur zusehen.

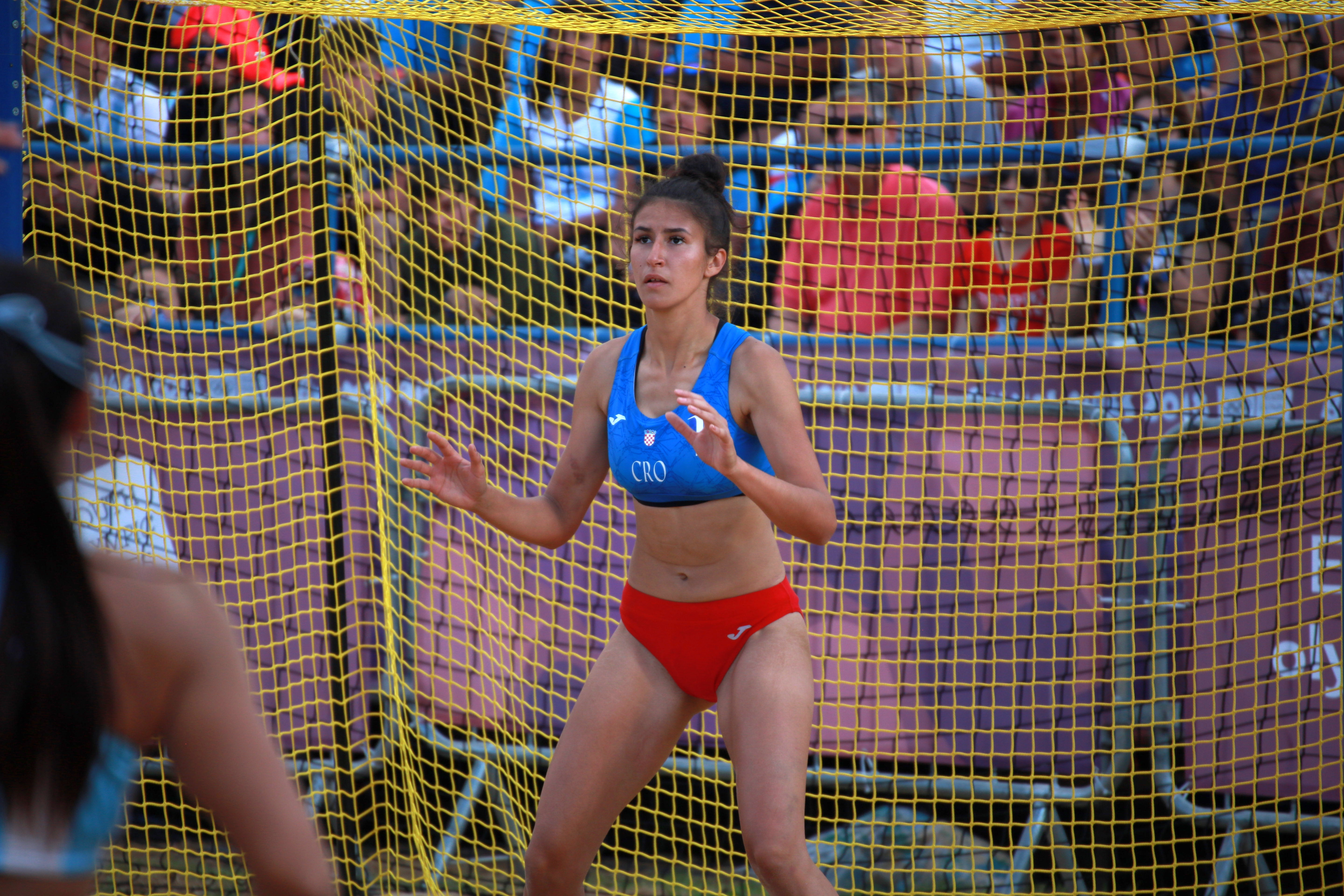
Lovrenčević erwartet einen argentinischen Angriff im Finale der Olympischen Jugendspiele.

Im Herbst erreichte Lovrenčević ihren bis dato sportlichen Höhepunkt. Obwohl sich Kroatien bei der Juniorenweltmeisterschaft im Vorjahr in Flic-en-Flac auf Mauritius nicht für die Olympischen Jugend-Sommerspiele 2018 von Buenos Aires qualifizieren konnte, rückten die Kroatinnen nach Absagen der Mannschaften Spaniens und Portugals nach. Lovrenčević teilte sich die Rolle als Torhüterin mit Saša Sladić, hatte aber merklich mehr Spielanteile. Das erste Gruppenspiel gegen Mauritius wurde klar gewonnen. Mit insgesamt nur fünf Gegentreffern (bei sechs Punkten) war die Abwehr um die Torhüterinnen für ein Beachhandballspiel gegen überforderte Spielerinnen von Mauritius überaus erfolgreich. Bei allen Gegentoren stand Sladić im Tor, die in diesem Spiel wie auch gegen Amerikanisch-Samoa im weiteren Turnierverlauf einmal nennenswert mehr Spielanteile als Lovrenčević hatte, die vor allem gegen die stärkeren Gegner vorrangig im Tor stand. Auch die beiden folgenden Spiele gegen Russland und Taiwan gewannen die Kroatinnen und entwickelten sich zu einem Mitfavoriten auf den Titel dieser hier erstmals im Rahmen eines olympischen Turniers ausgetragenen Sportdisziplin. Nach einer Niederlage gegen Ungarn folgte zum Abschluss der Vorrunde ein Sieg gegen die Mannschaft aus Amerikanisch-Samoa. Gegen Russland hatte Lovrenčević eine sehr gute Abwehrquote von 41 %. In der Hauptrunde verloren die Kroatinnen gegen zwei der weiteren Titelfavoritinnen neben den Ungarinnen, gegen Argentinien und die Niederlande. In beiden Spielen unterlag man im Shootout. Gegen die Niederlande hatte Lovrenčević dennoch mit 35 % abgewehrten Würfen erneut eine sehr gute Quote für eine Torhüterin. Das letzte Vorrundenspiel gegen Paraguay wurde gewonnen. Im Halbfinalspiel setzte sich Kroatien mit einem Sieg in beiden Durchgängen klar gegen die favorisierten Niederländerinnen durch, Lovrenčević war eine der zentralen Spielerinnen für diesen Erfolg. Im Finale konnte Kroatien den entfesselt aufspielenden Gastgeberinnen nichts entgegensetzen und unterlag mit 0:2 Durchgängen. Lovrenčević konnte drei von 14 Würfen abwehren, während ihre Mittorhüterin Sladić keinen der acht Versuche gegen sich abwehren konnte. Mit ihrer Mannschaft gewannen sie damit die erste olympisch vergebene Silbermedaille im Beachhandball. Für ihre Leistung wurde die Mannschaft mit dem Nagrada Dražen Petrović (Dražen-Petrović-Preis) des Kroatischen Olympischen Komitees ausgezeichnet.

### Frauen
2019 wurde Lovrenčević in den Kader der A-Nationalmannschaft berufen. Sie gehörte zum Aufgebot Kroatiens für die Beachhandball Euro 2019 in Stare Jabłonki, wo sie sich die Rolle als Torhüterin mit Simona Hajduk teilte. Anders als bei den Olympischen Jugendspielen war aber nun Lovrenčević die Spielerin mit weniger Spielanteilen. In einer ausgeglichenen Vorrundengruppe A traf Kroatien auf die Mitfavoriten Niederlande und Norwegen sowie auf die Außenseiter Türkei und Rumänien. Im kroatischen Kader stand neben Lovrenčević noch die Rückraumspielerin Anja Vida Lukšić vom Kader der Olympischen Jugendspiele zum Aufgebot, die Niederlande setzten auf Lisanne Bakker, Anna Buter, Amber van der Meij und Marit van Ede, Lynn Klesser fiel erst kurz vor dem Turnier aus dem Kader. Die Türkei setzte unter anderem auf die YOG-Spielerin Dilek Yılmaz. Nach einer Niederlage zum Auftakt gegen Norwegen folgte ein Sieg im Shootout gegen die Niederlande, ein Sieg gegen Rumänien und die Türkei. Als Drittplatzierte der Vorrunde zog man in die Hauptrunde ein. Hier wurden nacheinander Ungarn, Portugal und die gastgebenden Polinnen bezwungen. Auch Ungarn setzte mit Rebeka Benzsay, Csenge Braun, Gréta Hadfi, Réka Király, Gabriella Landi sowie der in Buenos Aires als Assistenztrainerin fungierenden Torhüterin Ágnes Győri auf einen stark Jugend-Olympia-erfahrenen Kader. Als Erste der Hauptrunde zogen die Kroatinnen in das Halbfinale ein, wo sie erneut auf die Gegnerinnen aus der Vorrunde, die Norwegerinnen trafen. Gegen die Nordeuropäerinnen verloren die Kroatinnen das Spiel in zwei Durchgängen. Auch das Spiel um den dritten Platz wurde gegen die Niederlande verloren.

## Erfolge
Olympische Jugendspiele
- 2018: Silber

Beachhandball-Europameisterschaften
- 2019: Vierte

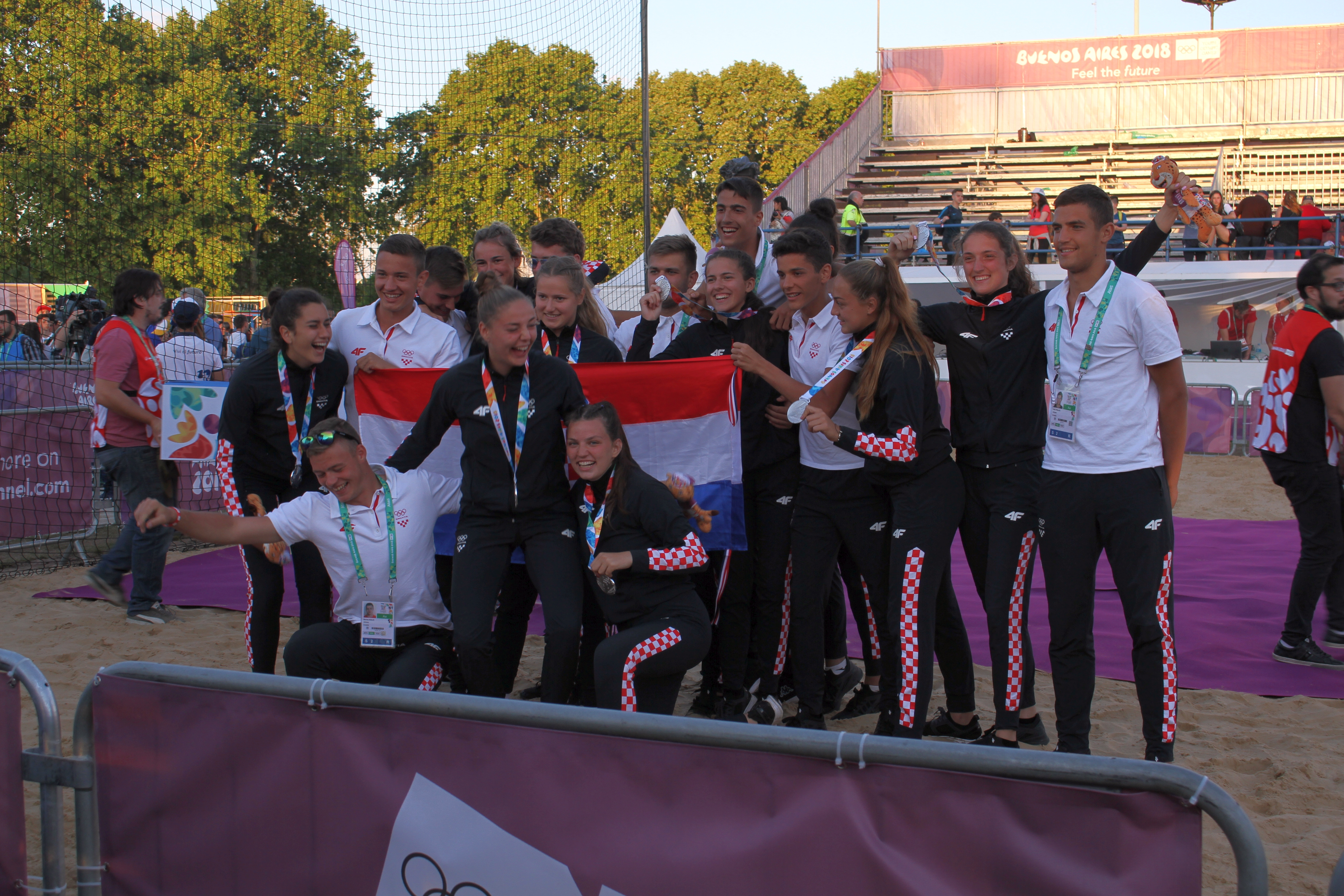
Die kroatischen Jungen- und Mädchenmannschaften feiern die Silbermedaille der Mädchen bei den Olympischen Jugendspielen. (Lovrenčević ganz links)

Kroatische Beachhandball-Meisterschaften
- 2019: Sieger

## Einzelbelege
1. ↑  1. HRL RASPORED. Abgerufen am 20. Juni 2020 (englisch).
2. ↑  Hrvatski rukomet, Petra Lovrencevic. Abgerufen am 20. Juni 2020.
3. ↑  Zagrebački Detonatori zlatni u Moskvi, pjeskašice Dubrave uzele srebro | Crosport. Abgerufen am 20. Juni 2020.
4. ↑  FROM RUSSIA WITH SILVER. Archiviert vom Original am 19. Juni 2020; abgerufen am 19. Juni 2020.
5. ↑  CROATIAN CHAMPIONS FOR THE THIRD TIME. Archiviert vom Original am 22. Juni 2020; abgerufen am 20. Juni 2020.
6. ↑  Hrvatske reprezentacije putuju na U18 Europsko prvenstvo u rukometu na pijesku u crnogorski Ulcinj. Abgerufen am 20. Juni 2020 (kroatisch).
7. ↑  European Handball Federation - 2018 Women's ECh Beach Handball 18 / Match Details. Abgerufen am 19. Juni 2020 (englisch).
8. ↑  European Handball Federation - 2018 Women's ECh Beach Handball 18 / Match Details. Abgerufen am 19. Juni 2020 (englisch).
9. ↑  European Handball Federation - 2018 Women's ECh Beach Handball 18 / Match Details. Abgerufen am 19. Juni 2020 (englisch).
10. ↑  European Handball Federation - 2018 Women's ECh Beach Handball 18 / Match Details. Abgerufen am 19. Juni 2020 (englisch).
11. ↑  European Handball Federation - 2018 Women's ECh Beach Handball 18 / Final Tournament. Abgerufen am 19. Juni 2020 (englisch).
12. ↑  Improvements made, hopes for another dream to come true. Abgerufen am 20. Juni 2020 (amerikanisches Englisch).
13. ↑  Rousing success on the sand - Olympic News. 20. April 2020, abgerufen am 20. Juni 2020 (englisch).
14. ↑  Croatia women through to semi-finals, feels “amazing” | IHF. Abgerufen am 20. Juni 2020.
15. ↑  2018 Summer Youth Olympics Official Result Book Beach handball
16. ↑  Iva Habek: Dodijeljene nagrade Dražen Petrović: Ovo su imena najboljih mladih sportaša u Hrvatskoj. In: Srednja.hr. 11. September 2019, abgerufen am 20. Juni 2020 (kroatisch).
17. ↑  MJ: Plivačko čudo Franko Grgić dvostruki laureat Draženove nagrade. Abgerufen am 20. Juni 2020 (kroatisch).
18. ↑  European Handball Federation - 2019 Women's ECh Beach Handball / Match Details. Abgerufen am 19. Juni 2020 (englisch).
19. ↑  European Handball Federation - 2019 Women's ECh Beach Handball / Match Details. Abgerufen am 19. Juni 2020 (englisch).
20. ↑  European Handball Federation - 2019 Women's ECh Beach Handball / Match Details. Abgerufen am 19. Juni 2020 (englisch).
21. ↑  European Handball Federation - 2019 Women's ECh Beach Handball / Match Details. Abgerufen am 19. Juni 2020 (englisch).
22. ↑  European Handball Federation - 2019 Women's ECh Beach Handball / Match Details. Abgerufen am 19. Juni 2020 (englisch).
23. ↑  European Handball Federation - 2019 Women's ECh Beach Handball / Match Details. Abgerufen am 19. Juni 2020 (englisch).
24. ↑  European Handball Federation - 2019 Women's ECh Beach Handball / Match Details. Abgerufen am 19. Juni 2020 (englisch).
25. ↑  UltraSports: Denmark have two shots at gold at Beach Handball EURO 2019 | UltraSports.TV. Archiviert vom Original am 21. Juni 2020; abgerufen am 19. Juni 2020 (amerikanisches Englisch).
26. ↑  European Handball Federation - 2019 Women's ECh Beach Handball / Match Details. Abgerufen am 19. Juni 2020 (englisch).

| Personendaten    | Personendaten                                    |
| ---------------- | ------------------------------------------------ |
| NAME             | Lovrenčević, Petra                               |
| ALTERNATIVNAMEN  | Lovrencevic, Petra                               |
| KURZBESCHREIBUNG | kroatische Handball- und Beachhandballtorhüterin |
| GEBURTSDATUM     | 21. Januar 2001                                  |